# Nolan Gerard Funk

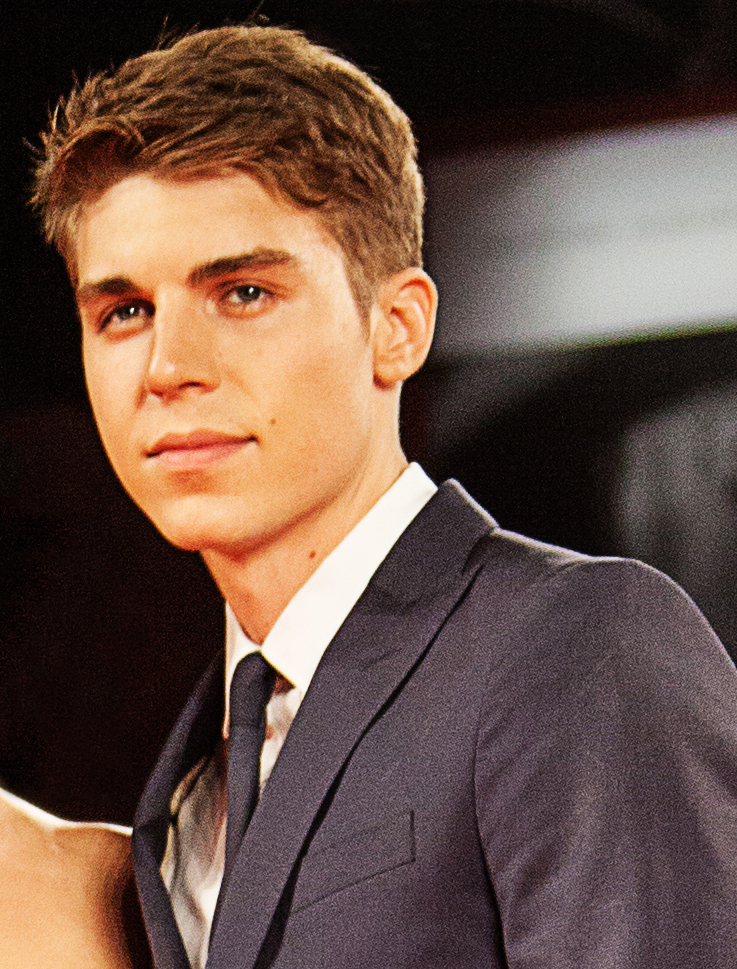
Nolan Gerard Funk bei den 70. Internationalen Filmfestspielen von Venedig

Nolan Gerard Funk (* 28. Juli 1986 in Vancouver) ist ein kanadischer Schauspieler, Sänger und Tänzer.

## Leben und Karriere
Nolan Gerard Funk wurde am 28. Juli 1986 in Vancouver, British Columbia geboren.
Sein Debüt als Schauspieler hatte er 2001 in der Fernsehserie Seven Days – Das Tor zur Zeit, ehe er weitere Neben- bzw. Gastauftritte in Serien wie Taken, Smallville, Dead Zone, Supernatural, Castle sowie in der Pilotepisode von Lie to Me absolvierte.
Bekannt wurde er erstmals durch Glee, in welcher er in vier Episoden als Hunter Carrington auftrat, sowie durch Awkward – Mein sogenanntes Leben, in der in 16 Episoden die Rolle des Collin Jennings spielte. Weitere Rollen mit längeren Auftritten hatte er als Seth Landon und Angel Reyes in Major Crimes und Counterpart inne, wobei er für zweitere hauptsächlich Deutsch sprach.
Im Filmbereich trat er neben mehreren Kurzfilmen früher in Projekten wie Hollow Man 2 und dem Musicalfilm Spectacular! auf, ehe er später in den Thrillern House at the End of the Street und Wahrheit oder Pflicht an der Seite von Jennifer Lawrence und Max Thieriot sowie Lucy Hale und Tyler Posey mitspielte.
2019 wurde bekannt, dass er sich dem Cast der Serie The Flight Attendant angeschlossen hat, welche 2020 auf HBO Max Premiere feierte. Dort spielte er in der ersten Staffel an der Seite von Merle Dandridge als FBI-Agent Kim Hammond deren Partner Van White, der die titelgebende Flugbegleiterin (gespielt von Kaley Cuoco) des Mordes verdächtigt und gegen sie ermittelt. Hierfür erhielt er mit seinen Co-Stars 2021 eine Nominierung für den Screen Actors Guild Award in der Kategorie Bestes Schauspielensemble in einer Comedyserie.
Im darauffolgenden Jahr verkörperte er in der von Netflix produzierten Serie Partner Track an der Seite von Arden Cho und Dominic Sherwood Dan Fallon, der zum Konkurrenten der Protagonistin wird.
Im Deutschen wurde er früher unter anderem von Ricardo Richter, Tim Schwarzmaier, Patrick Roche und Konrad Bösherz gesprochen; seit 2018 stammt seine deutsche Stimme von Amadeus Strobl.

## Filmografie

### Filme und Serien
- 2001: Seven Days – Das Tor zur Zeit (Seven Days, Fernsehserie, Episode 3x19)
- 2002: X-Men 2 (X2)
- 2002: Moon in the Afternoon (Kurzfilm)
- 2002: Taken (Steven Spielberg Presents Taken, Fernsehserie, Episode 1x03)
- 2003: Romeo! (Fernsehserie, Episode 1x04)
- 2004–2006: Renegadepress.com (Fernsehserie, 7 Episoden)
- 2004: The L Word – Wenn Frauen Frauen lieben (Fernsehserie, Episode 1x06)
- 2004: Sudsbury (Fernsehfilm)
- 2005: Smallville (Fernsehserie, Episode 4x14)
- 2006: Hollow Man 2
- 2006: Killer Instinct (Fernsehserie, 1x11)
- 2006: A Girl Like Me – The Gwen Araujo Story (Fernsehfilm)
- 2006: Dead Zone (Fernsehserie, Episode 5x02)
- 2006: The Obsession (Fernsehfilm)
- 2006: Alice, I Think (Fernsehserie, Episode 1x12)
- 2006: Supernatural (Fernsehserie, Episode 2x09)
- 2006: My Name Is Sarah (Fernsehfilm)
- 2007: Aliens in America (Fernsehserie, 5 Episoden)
- 2008: Class Savage (Kurzfilm)
- 2008: Deadgirl
- 2009: 18 (Kurzfilm)
- 2009: Spectacular!
- 2009: Lie to Me (Fernsehserie, Episode 1x01)
- 2009: Castle (Fernsehserie, Episode 1x03)
- 2010: Bereavement
- 2010: Jack’s Family Adventure
- 2010: Triple Dog
- 2010: Warehouse 13 (Fernsehserie, 4 Episoden)
- 2010: Detroit 1-8-7 (Fernsehserie, Episode 1x08)
- 2010: Hellcats (Fernsehserie, Episode 1x11)
- 2012–2013: Glee (Fernsehserie, 4 Episoden)
- 2012: House at the End of the Street
- 2012: Intercept (Fernsehfilm)
- 2012: Another Dirty Movie
- 2013–2015: Awkward – Mein sogenanntes Leben (Fernsehserie, 16 Episoden)
- 2013: Riddick: Überleben ist seine Rache (Riddick)
- 2013: Evidence: Auf der Spur des Killers
- 2013: The Canyons
- 2014–2016: Arrow (Fernsehserie, 3 Episoden)
- 2014: Lighthouse (Fernsehfilm)
- 2014: Wildlike
- 2016: Signed, Sealed, Delivered: One in a Million (Fernsehfilm)
- 2016: American Romance
- 2017: Quantico (Fernsehserie, Episode 2x11)
- 2017: The Catch (Fernsehserie, 3 Episoden)
- 2017: Dear White People (Fernsehserie, Episode 1x05)
- 2017: Major Crimes (Fernsehserie, 4 Episoden)
- 2017: Hello Again
- 2018: Wahrheit oder Pflicht (Truth or Dare)
- 2018: Counterpart (Fernsehserie, 5 Episoden)
- 2018: Ghost Light
- 2018: The Marvelous Mrs. Maisel (Fernsehserie, 2 Episoden)
- 2019: Burning Bright (Kurzfilm)
- 2019: Nola Darling (Fernsehserie, 2 Episoden)
- 2019: Berlin, I Love You
- 2020: The Flight Attendant (Fernsehserie, 8 Episoden)
- 2022: The Long Night
- 2022: Partner Track (Fernsehserie, 10 Episoden)

### Musikvideos
- 2008: Miranda Cosgrove: Stay My Baby

### Broadway-Auftritte
- 2009–2010: Bye Bye, Birdie (Roundabout Theatre Company; New York City, Rolle: Conrad Birdie)

## Auszeichnungen
- 2007: Nominierung für den Leo Award – Bestes Schauspiel in einem Kinder- oder Jugendprogramm oder in einer Serie für Renegadepress.com
- 2021: Nominierung für den Screen Actors Guild Award – Bestes Schauspielensemble in einer Comedyserie für The Flight Attendant